# Seleção Chilena de Rugby Union
A Seleção Chilena de Rugby Union é a equipe que representa o Chile em competições internacionais de Rugby Union.
O país está posicionado, atualmente, no terceiro escalão da modalidade a nível mundial, ocupando o 25º lugar no ranking da entidade que administra o rugby no mundo (com base na última atualização, de 18 de fevereiro de 2018).

## Histórico
Embora não exista uma definição exata, presume-se que a colônia inglesa introduziu a prática do rugby no país. A formação da seleção data de 1935, sob o nome de Unión de Rugby de Chile, que em 1953 passou a chamar-se de Federación de Rugby de Chile.
A primeira partida oficial do rugby chileno data de 1936, quando foi derrotado pela Argentina em Valparaíso (durante a celebração pelos cem anos da cidade). Em 1983, o Chile realizou uma série de dez partidas na África do Sul (vencendo três delas) e, no mesmo ano, recebeu a seleção do Sudeste da África (atual Namíbia) em Santiago, derrotando os visitantes por 33 a 30.
A escola de rugby chilena é conhecida no âmbito sul-americano, fazendo do país a terceira força do continente. Entretanto, nunca conseguiu se qualificar para a Copa do Mundo de Rugby, uma vez que Argentina e Uruguai sempre se posicionaram à sua frente nisto.
O Chile possui dez vice-campeonatos na Divisão A do Campeonato Sul-Americano (1958, 1961, 1967, 1969, 1971, 1975, 1981, 2011, 2016 e 2017) e um título, conquistado na edição de 2015 (de maneira invicta), o que credenciou a equipe à disputar a Sudamerica Rugby Cup de 2016.
Desde 2016, os chilenos se fazem presentes na Americas Rugby Championship, o maior campeonato deste esporte no continente americano. Em 2017, o Chile registrou o seu recorde de teste matches realizadas em uma mesma temporada, sendo cinco pelo Americas Rugby Championship, três pelo Sul-Americano, uma pela Sudamérica Rugby Cup, três pela Cup Nations em Hong Kong e um amistoso ante a Alemanha, chegando ao total de treze partidas disputadas.

## Confrontos
Seguem-se, abaixo, as partidas realizadas pelo Chile:
| Adversário                             | Partidas | Vitórias | Empates | Derrotas | % de aproveitamento | Melhor resultado |
| -------------------------------------- | -------- | -------- | ------- | -------- | ------------------- | ---------------- |
| Alemanha                               | 1        | 1        | 0       | 0        | 100,0%              | 32-10            |
| Argentina                              | 37       | 0        | 0       | 37       | 0,0%                | 17-25            |
| Argentina M20 (seleção juvenil)        | 1        | 0        | 0       | 1        | 0,0%                | 12-54            |
| Argentina XV                           | 11       | 0        | 0       | 11       | 0,0%                | 16-18            |
| Bermudas                               | 1        | 1        | 0       | 0        | 100,0%              | 65-8             |
| Brasil                                 | 26       | 21       | 2       | 3        | 80,7%               | 79-3             |
| Canadá                                 | 4        | 0        | 0       | 4        | 0,0%                | 11-29            |
| Coreia do Sul                          | 2        | 1        | 0       | 1        | 50,0%               | 30-12            |
| Inglaterra Counties XV                 | 1        | 0        | 0       | 1        | 0,0%                | 21-33            |
| Espanha                                | 5        | 2        | 0       | 3        | 40,0%               | 28-23            |
| Estados Unidos                         | 5        | 1        | 0       | 4        | 20,0%               | 21-13            |
| Fiji                                   | 1        | 0        | 0       | 1        | 0,0%                | 16-41            |
| França (amador)                        | 1        | 0        | 0       | 1        | 0,0%                | 3-22             |
| França XV                              | 2        | 0        | 0       | 2        | 0,0%                | 3-42             |
| Geórgia                                | 2        | 1        | 0       | 1        | 50,0%               | 30-24            |
| Hong Kong                              | 1        | 0        | 0       | 1        | 0,0%                | 6-13             |
| Junior Springboks                      | 2        | 0        | 0       | 2        | 0,0%                | 13-42            |
| Quénia                                 | 1        | 1        | 0       | 0        | 100,0%              | 23-3             |
| Irlanda XV                             | 1        | 0        | 0       | 1        | 0,0%                | 0-30             |
| Nova Zelândia XV                       | 1        | 0        | 0       | 1        | 0,0%                | 6-34             |
| Universidades de Oxford e de Cambridge | 1        | 0        | 0       | 1        | 0,0%                | 6-42             |
| Paraguai                               | 27       | 26       | 0       | 1        | 96,29%              | 102-0            |
| Peru                                   | 1        | 1        | 0       | 0        | 100,0%              | 31-3             |
| Portugal                               | 3        | 0        | 0       | 3        | 0,0%                | 22-28            |
| Províncias Argentinas                  | 3        | 2        | 0       | 1        | 66,6%               | 37-28            |
| Rússia                                 | 1        | 0        | 0       | 1        | 0,0%                | 11-42            |
| País Basco                             | 1        | 0        | 0       | 1        | 0,0%                | 14-31            |
| Districts XV                           | 1        | 0        | 0       | 1        | 0,0%                | 18-63            |
| Defence                                | 1        | 0        | 0       | 1        | 0,0%                | 16-83            |
| Sudeste da África                      | 1        | 1        | 0       | 0        | 100,0%              | 33-30            |
| Gazelles                               | 1        | 0        | 0       | 1        | 0,0%                | 3-73             |
| Desarrollo                             | 2        | 0        | 0       | 2        | 0,0%                | 19-68            |
| Trinidad e Tobago                      | 1        | 1        | 0       | 0        | 100,0%              | 35-6             |
| Tonga                                  | 1        | 0        | 0       | 1        | 0,0%                | 30-32            |
| Uruguai                                | 51       | 12       | 1       | 38       | 23,52%              | 34-9             |
| Uruguay XV                             | 1        | 0        | 0       | 1        | 0,0%                | 5-42             |
| Venezuela                              | 1        | 1        | 0       | 0        | 100,0%              | 95-3             |
| Total                                  | 204      | 73       | 3       | 128      | 35.78%              | -                |

- Último Test Match considerado: ante os Estados Unidos (13-45), em 17 de fevereiro de 2018.